# 교향곡 9번 (베토벤)
《교향곡 9번 라단조, 작품 번호 125》는 1824년에 루트비히 반 베토벤이 작곡한 아홉 번째 교향곡이자 마지막 교향곡이다. 베토벤이 청력을 완전히 상실한 상태에서 쓴 작품으로, 이 음악은 노래와 합창을 수반한 교향곡이다.
베토벤 자신이 부제를 붙이진 않았지만, 통칭하여 《합창》이나 《합창 교향곡》으로 불리는 경우도 많은 이 작품은, 해가 바뀔 때마다 세계의 많은 도시에서 듣게 되는 행사음악으로 정형화되었다. 그러나 그런 성격을 떠나 이 작품은 거인 베토벤이 그의 철학과 음악사상을 최고의 음악으로 표상하려 했던 그의 마지막 걸작이란 의미를 지니고 있다.
제4악장은 독창 및 합창과 함께 연주되고, 가사는 실러의 시 "환희에 붙임"(독일어: An die Freude)이 사용되며, 그 주제는 "환희의 송가"(영어: Ode to Joy)로 사랑받고 있다. 원곡의 가사는 독일어이지만, 세계의 많은 언어로 번역되어 있으며, 그 가사로 노래되는 경우도 있다. 유럽 평의회에서는 유럽 전체를 기리는 공식 상징가(유럽가)로, 유럽 연합(EU)에서는 연합의 통일성을 상징하는 것으로 각각 채택하고 있고, 이외에도 코소보 공화국의 잠정 국가 및 옛 로디지아의 국가로 제정되기도 하였다.
베를린 국립 도서관 소장의 자필 악보 자료는 2001년에 국제연합교육과학 문화기구(유네스코)의 세계 기록 유산 목록에 등록되었다. 초연 및 초판 판각에 사용된 필사 악보가 2003년에 소더비 경매에 올랐을 때에는 3,300,000달러 (약 4251505500원)에 낙찰되었으며, "인류 최고의 예술작품"이라고 소개되기도 했다.

## 개요
원래 교향곡이라 함은, 소나타 형식으로 쓰인 관현악을 위한 악곡으로, 제1악장이 소나타 형식, 제2악장이 완서악장, 제3악장이 미뉴에트, 제4악장이 소나타나 론도라고 하는, 4악장제 형식이 일반적이었다. 베토벤은 교향곡의 제3악장에 스케르초를 도입했고, 교향곡 6번에서는 5악장제 · 의사(擬似)음에 의한 풍경묘사를 시도하거나 했지만, 교향곡 9번에서는 제2악장을 스케르초로 하는 대신 제3악장에 명상적이고 종교적 정신성을 가진 완서악장을 두고, 최후의 제4악장에 네 명의 독창과 혼성 합창을 도입했다. 이러한 이유로 《합창》이라고 불리기도 하지만, 독일어권에서는 제목을 붙이지 않고, 단지 《교향곡 9번》으로 불리는 경우가 많다. "환희의 송가"로 알려진 제4악장의 선율은 프리드리히 실러의 시 "환희에 붙임"에서 3분의 1 정도를 발췌, 일부 편집한 후 곡을 붙인 것에 의한 것이다. 교향곡에 성악이 사용된 것은 이 곡이 반드시 처음은 아니었고, 페터 폰 빈터의 《전쟁 교향곡》 등 전례가 있지만, 실제로 효과적으로 사용된 것은 처음이다.
또한, 베토벤 이후에도 성악이 첨부된 교향곡은 계속 희귀한 존재였다. 베를리오즈나 멘델스존, 리스트 등이 교향곡에서 성악을 사용하고 있지만, 성악이 있는 교향곡이 일반화가 된 것은 9~70년 후 말러의 《교향곡 2번 "부활"》이 작곡되었을 무렵부터였다.
대규모 편성이나 한 시간을 넘는 장대한 연주시간, 그간의 교향곡에서 거의 사용되지 않았던 팀파니 이외의 타악기(심벌즈나 트라이앵글 등)의 사용, 독일 낭만파의 맹아를 연상시키는 명상적이고 장대한 완서악장(제3악장)의 존재, 그리고 독창이나 혼성 합창의 도입 등, 그 자신의 것을 포함한 그 이전의 교향곡의 상식을 깼다. 슈베르트, 브람스, 브루크너, 말러, 쇼스타코비치 등 후속 교향곡 작곡가들에게 지대한 영향을 미쳤다. 또, 베토벤의 파격적인 정신을 이어받은 바그너나 리스트는 교향곡이라는 껍데기 자체를 깨고 완전히 새로운 장르를 개척했다. 이처럼 교향곡 작곡가 이외에게 끼친 영향도 크다.
우리나라, 일본 등에서는 연말이 되면 각지에서 "합창"의 공연이 열린다. 최근에는 단순히 연주를 듣는 것이 아니라, 아마추어 합창단의 일원으로 연주에 참여하는 애호가들도 늘고 있다. 오케스트라 외에 독창자와 합창단까지 필요로 하고 있어, 연주의 기회가 반드시 많지는 않지만, 음반의 제작은 종지부와 모던 모두에서 풍부했고, 프랑수아 자비에르 로스가 지휘한 BBC 웨일스 국립 교향악단의 라이브 연주 디스크가 잡지의 덤으로 첨부된 적이 있었다.

## 작곡 경위

교향곡 9번의 초고(부분)

베토벤이 실러의 시 "환희에 붙임"에 감동하여 곡을 붙이려고 마음먹은 것은 1792년의 일이다. 베토벤은 당시 22세의 나이였고, 아직 《교향곡 1번》도 작곡하지 않은 시기에 접해 있어, 그가 오랜 기간 이 곡의 구상을 간직하고 있었음을 알 수 있다. 다만, 이 시점에서는 이 시를 교향곡으로 사용할 예정은 없었던 것으로 추정된다.
작곡은 《교향곡 7번》으로부터 3년 정도가 지난 1815년경부터 시작되고 있다. 이어 1817년에 "런던 필하모닉 협회"(현재의 왕립 필하모닉 협회)로부터 교향곡 작곡을 위촉받은 베토벤은, 이를 계기로 본격적으로 작곡을 시작하였다. 실제로 작곡이 시작된 것은 이 무렵이지만, 베토벤은 다른 작품에 여러 차례 선율을 사용했기 때문에 부분적으로는 더 이전까지 거슬러 올라갈 수 있다.
베토벤은 《교향곡 5번》, 《교향곡 6번》, 《교향곡 7번》, 《교향곡 8번》을 작곡할 때와 마찬가지로, 당초에는 두 개의 교향곡을 병행해 작곡할 계획을 세웠다. 하나는 성악을 포함하지 않은 기악의 것만으로 편성된 교향곡이었으며, 별도로 성악을 도입한 교향곡 "독일 교향곡"을 만들 예정이었다. 그러나 이런저런 사정으로 교향곡 두 개를 병행해 만드는 것을 포기하고, 두 개의 교향곡의 아이디어를 통합해, 현재와 같은 형국의 교향곡이 되었다. 《환희의 송가》 선율이 만들어진 것은 1822년경의 일이다. 또한 당초 작곡되었던 제4악장의 선율은 나중에 《현악 사중주 15번 “성스러운 감사의 노래”》의 제5악장으로 유용되었다. 초고는 1824년에 완성되었고, 이로부터 초연시까지 몇 번의 개정을 거치며 1824년 5월 7일에 초연되었는데, 그 이후에도 계속 개정되고 있다. 악보의 초판은 1826년에 이르러 쇼트 사를 통해 간행되었다. 헌정은 당초 러시아 황제 알렉산드르 1세에게 이루어질 예정이었으나, 승하(昇遐)로 인해 프리드리히 빌헬름 3세(프로이센 왕)에게 이루어지고 있다.
교향곡에 독창과 합창을 도입하는 것은 베토벤 뿐만이 아니라 당시 모든 음악가에게 처음이라서 많은 어려움이 있었다. 베토벤의 전기를 집필한 제자 안톤 쉰틀러는 후일 다음과 같은 말을 남겼다.
"제4악장을 작곡하기 시작하면서 베토벤은 전보다 훨씬 힘들어 했습니다. 프리드리히 실러의 환희의 송가를 적절히 도입하는 것 때문이었죠. 그러던 어느 날 베토벤이 방에 들어와서는 '해냈어, 드디어 해냈다고!'라고 하면서 소리를 질러대고서는 '실러를 대상으로 한 불멸하는 송가를 부르세'라고 적힌 스케치북을 보여줬지요."

그러나 그 착상은 곧장 실현되지 않았고, 오늘날과 같은 제4악장을 완성한 것은 많은 시간이 흐른 뒤였다.

## 연주 역사

### 초연

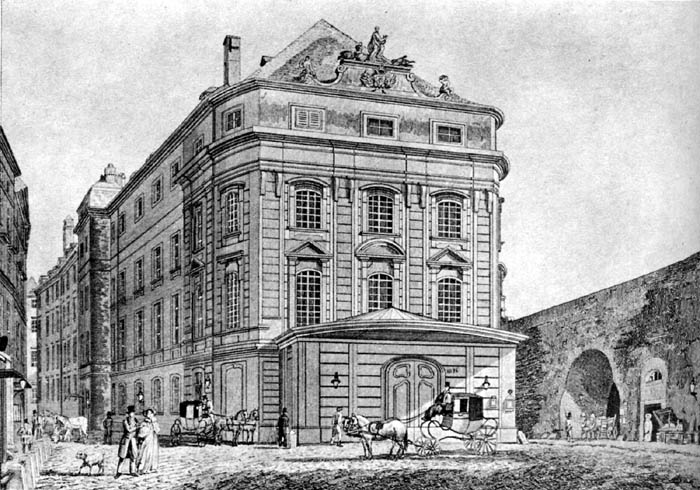
케른트너토르 극장 (1830년)

초연은 1824년 5월 7일에 빈의 케른트너토르 극장에서 베토벤의 입회 하에 미하엘 움라우프의 지휘로 《장엄미사》의 "키리에", "크레도", "아뉴스 데이"나 서곡 《헌당식》과 함께 이루어지고 있다.
당시 빈에서는 로시니의 오페라가 유행하고 있었기 때문에, 베토벤은 당초 빈 청중에게는 자신의 음악이 맞지 않는다고 판단해 베를린에서 초연을 희망했었다. 그러나 베토벤을 지원했던 리히놉스키 백작 등의 주선으로 빈 초연을 요청하는 탄원서가 만들어지자 베토벤은 베를린 초연을 포기했다.
《합창》의 초연에 대해서는 많은 일화가 있다. 참석자의 증언에 따르면, 《합창》의 초연은 리허설 부족(2회의 전체 리허설 밖에 없었다)에 의해, 상당히 불완전했다는 시사가 있다. 소프라노 솔로의 존탁은 18세, 알토 솔로의 웅거는 21세라는 젊은 나이에 가세했고, 남성 솔로 두 명은 초연 직전에 변경되어(바리톤 솔로의 자이페르트가 악보를 받은 것은 초연 3일 전으로 알려짐) 솔로 파트는 상당한 불안감을 안고 초연을 맞고 있었다. 게다가 총 연습 회수가 2회로 적고, 관악기의 엑스트라까지 갖춘 것이 초연 전날이어서 일정상 빠듯했으며, 연주자는 아마추어가 많이 가담하고 있었다(오랜 전쟁으로 프로 연주가는 일손이 부족했다. 예를 들어 초연 기획 단계에서도 "빈에는 공연 피아니스트가 없다"고 말하고 있다). 덧붙여 합주의 탈락이나 붕괴를 막기 위해 피아노가 참가해 합주를 리드하고 있었다. 

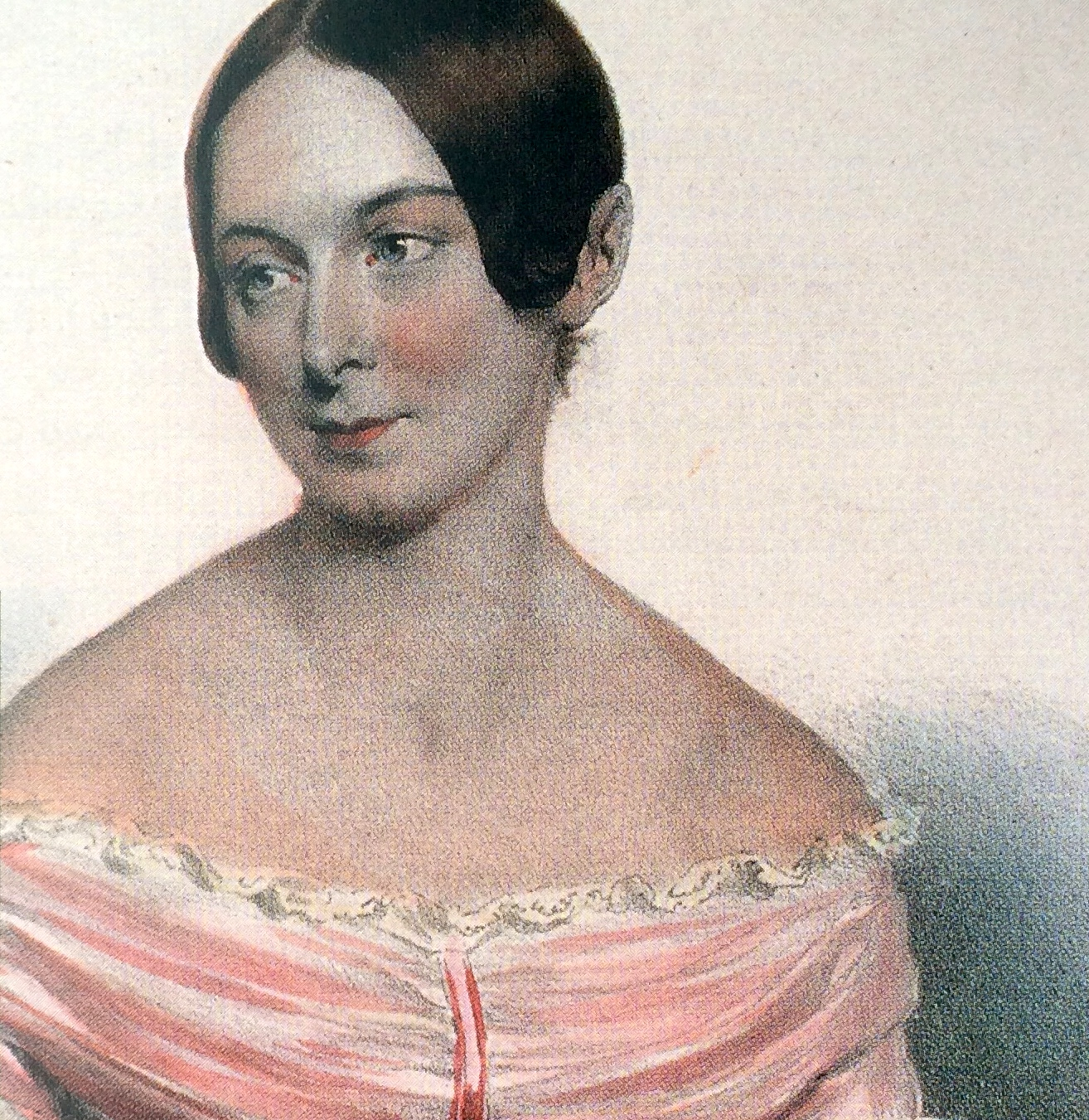
"합창"의 초연에서 콘트랄토 부분을 불렀고, 베토벤을 환호하는 청중과 맞서게 한 공로를 인정받은 카롤리네 웅거

그럼에도 처음으로 성악이 포함된 이 한 시간 이상이나 걸리는 대작 교향곡의 초연은 커다란 반향을 일으켰다. 베토벤의 젊었을 때 부터의 친구이자 후원자인 궁정 고문관 니콜라우스 츠메스칼 폰 도마노베츠 남작은 병 때문에 절대 안정을 취해야 함에도 불구하고 들것에 실려 이 초연을 들으러 왔을 정도였다고 한다. "테아터 차이퉁" 지에 의하면, 대중은 음악의 영웅을 최고의 경의와 동정심으로 받아들였고, 그의 훌륭하고 거대한 작품에 가장 열심히 귀를 기울이고 환희에 찬 박수를 보냈으며, 종종 섹션의 끝에서는 몇 번이나 반복했다는 평론가의 기재가 있다. 베토벤은 당시 이미 청력을 잃은 상태였기 때문에 움라우프가 정식 지휘자로, 베토벤은 각 악장의 템포를 지시하는 역할로 지휘대에 올랐다. 베토벤 자신은 초연이 실패했다고 생각하고 있어, 연주 후에도 청중을 쳐다볼 수 없었고, 박수소리도 들리지 않았기 때문에 청중의 갈채를 알아차리지 못했다. 보다 못한 알토 가수 카롤리네 웅거가 베토벤의 손을 잡고 청중을 돌아보게 해 비로소 박수를 볼 수 있었다는 일화가 있다. 관중은 열광했고, 앙코르에서는 두 번이나 제2악장이 연주되었고, 세 번째 앙코르를 하려다 병사들이 말렸다고 한다. 초연으로부터 16일 후인 1824년 5월 23일의 두 번째 공연에서의 반응은 이런저런 이유로 초연 때보다 미미했다.

### 파리에서의 부분적 재연
세계 최초의 음악학교로 설립된 파리음악원 졸업생 프랑수아 앙투안 아브넥은 파리 오페라좌 관현악단의 바이올린 주자로 활약하다 지휘자로 전향해 1828년 모교에 파리음악원 관현악단을 창단했다. 체계화된 음악 교육을 받은 멤버들의 이 파리음악원 관현악단은 "비길 데 없는 관현악단", "유럽 최고 수준의 관현악단"이라는 평판을 얻었는데, 아브넥은 베토벤 신봉자였다. 베토벤 교향곡의 악보를 철저히 분석해 자신이 지휘자로 있는 파리음악원 관현악단 연주회의 메인 프로그램으로 삼은 것이다.
1831년에 3년의 준비기간을 거쳐 아브넥은 처음으로 《합창》을 지휘, 연주했다. 다만 제4악장은 여건상 연주되지 않았고, 제1악장에서 제3악장까지만 연주했다. 이후에도 아브넥은 종종 제4악장을 빼고 《합창》을 연주했다. 이 연주를 듣고 감명깊게 본 두 작곡가 겸 지휘자가 있었다.
한 사람은 당시 파리 음악원 학생이었던 엑토르 베를리오즈로, 그는 베토벤을 본받아 작곡에 힘쓰게 된다. 또 한 사람은 오페라 작곡가로서의 성공을 꿈꾸며 파리에 와 있던 독일의 리하르트 바그너다. 결국 바그너는 파리에서 성공을 거두지 못하고 실의 속에 독일로 돌아가지만, 아브넥의 베토벤 교향곡의 연주회 기억은 감격으로 남았다. 그리고 언젠가 《합창》의 전 악장을 부활 연주하는 꿈을 꾸었다. 이때부터 《합창》은 여러 작곡가들의 피아노 편곡이 이루어지면서 수수하게 침투되기 시작했다.

### 바그너의 부활 연주
바그너는 소년 시절부터 베토벤의 작품에 열중해 도서관에서 빌려온 그의 악보를 필사했다. 《합창》도 예외는 아니어서 피아노 편곡까지 했을 정도이다. 파리에서 성공을 거두지 못한 그는 고향 독일로 돌아가 1842년에 드레스덴에서 오페라 《리엔치》를 공연, 큰 호평을 받았다. 이 공적으로 드레스덴 국립 오페라 극장 관현악단(당시 작센왕국의 궁정악단)의 지휘자로 임명된 그는 염원하던 《합창》의 부활 연주에 착수했다.
드레스덴에서는 매년 부활절 직전인 일요일에 오케스트라의 양로 연금의 기금 적립을 위한 특별 연주회가 열리고 있었다. 이 연주회에서는 오라토리오와 교향곡이 연주되는 것이 단골 메뉴였다. 1846년에 바그너는 이 연주회에서 베토벤의 《합창》을 다룰 것을 선언했다. 극렬한 반대의 목소리가 높아졌지만, 그는 반대파 설득을 위해 팜플렛과 해설서를 써내 설득에 힘쓰면서 《합창》의 악보에 개정을 가했다.
그는 베토벤의 시대에는 악기가 빌달하지 않았으며, 작곡자는 본의 아니게 머리에 그린 멜로디를 모두 오케스트라로 하여금 연주하게 할 수 없었다고 생각한 것이다. 그리고 만약 베토벤이 현대의 발달된 악기를 본다면, 이처럼 악보를 가필 개정할 것이라는 전제 아래 관악기 보강 등을 악보에 적었다.
철저한 리허설 덕택에 이 연주회는 공개 연습 때부터 만원을 이루었고, 실전도 대성공으로 끝났다. 물론 연금 기금도 기록적인 수입이었다. 이 후, 《합창》은 "걸작"이라고 평가받게 되었던 것이다.

### 바이로이트 축제와 9번
1872년에 바이로이트에 축제 극장을 세울 때, 그 정초의 기념으로 선제후 극장에서 바그너의 지휘로 《합창》이 연주되었다. 그런 연유로, 《합창》은 바이로이트 축제에서 바그너의 오페라 · 악극 이외에서 연주되는 유일한 곡이었다. 이후에도 몇 차례 연주되고 있어, 1933년에 슈트라우스, 1951년과 1954년에 푸르트벵글러, 1953년에 힌데미트, 1963년에 카를 뵘, 2001년 틸레만에 의해 연주되고 있다.

### 라이프치히 게반트하우스와 12월 31일의 9번

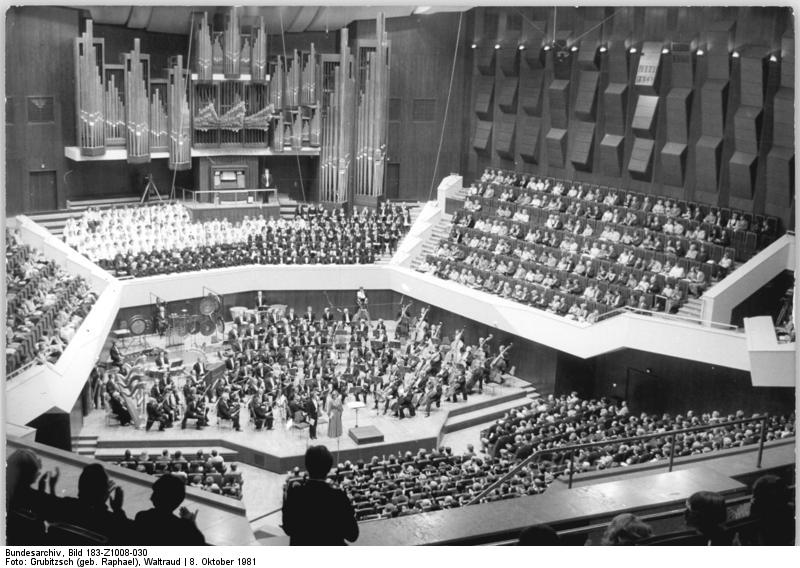
1981년의 신 게반트하우스 오픈 행사 공연

1918년에 제1차 세계 대전이 종결되었다. 유럽인들의 새해 소망은 평화였다. 당시는 라이프치히 교외의 마을이었으며, 현재는 라이프치히의 일부인 고리스라는 고장에 살고 있을 때 실러가 "환희에 붙임"을 썼다는 인연도 있어, "인류는 모두가 형제가 된다"는 평화에 대한 소망이 사람들의 마음을 사로잡았다. 12월 31일 오후, 해가 지는 시간에 노동자 교양 협회의 이니셔티브로 100명의 연주가와 300명의 가수들이 베토벤의 《합창》을 연주했다. 그 전통은 게반트하우스 관현악단에 의해 이어지고 있으며, 매년 연말이면 라이프치히에서는 이듬해 평화를 기원하며 연주를 하고 있다(현재의 섣달그믐 공연 개막 시간은 오후 5시이다).
제2차 세계대전으로 독일 본토는 거센 공습에 시달렸고, 1944년에 라이프치히의 공연홀 게반트하우스는 전쟁으로 인해 불탔다. 1968년에 전체 파괴를 거쳐 1981년에 새 게반트하우스가 들어서자 쿠르트 마주어는 다시 태어난 게반트하우스 오프닝 공연의 주요 프로그램으로 베토벤의 《합창》을 선택했다. 동독 붕괴 후의 통일 독일에서는 중부독일방송협회가 1992년에 구동독 권내에 재설립되었다. 이후 매년 12월 31일 오후 "어두워지기 시작하는 시간'에 실러와 베토벤이 세상과 인류에게 염원하던 평화를 노래하는 《합창》이 연주되었고, 여러 나라에 MDR TV와 MDR 라디오 피가로를 통해 동시 방영되었다. 열아홉 번째인 2010년에는 홍콩, 네덜란드, 미합중국 등에서도 연주가 라이브로 방영되었다.

### 푸르트벵글러와 9번
지휘자 푸르트벵글러는 제2차 세계대전 전인 1911년부터 1940년까지 이미 61회에 걸쳐 "합창"을 지휘한 것으로 알려져 있다. 그 해석은 장엄하고 심원하면서도 감정에 치우치지 않아, 친구였던 음악학자 하인리히 쉔커의 분석에서도 영향을 받았다. 제4악장 330마디의 페르마타를 매우 길게 연장하여 같은 시간의 휴지를 마련한다는 바그너 유래의 특징도 볼 수 있어, 자신의 저작에서도 제1악장의 시작을 우주의 창세로 파악하는 등 후세대에도 영향을 주었지만, 후세대들의 연주는 토스카니니식의 명석한 연주가 주류를 이루고, 브루크너식의 시작을 연상시키는 푸르트벵글러의 해석은 현재는 베토벤 치고는 너무 후기 낭만주의적, 지나치게 신비주의적이라고 하는 경우가 많다.
제2차 세계대전 중 독일에 머물러 활동하던 푸르트벵글러는 1942년 4월 19일에 나치 독일 총통 히틀러의 생일 전날 《합창》를 지휘하고 괴벨스와 악수하는 모습이 영화로 촬영되는 등 정치 선전에 이용되었고, 전후 연합국으로부터 나치와의 관계를 비난받아 한때 활동의 기회를 잃게 되었다.
1951년 7월 말, 종전 후 첫 바이로이트 축제에서 푸르트벵글러는 《합창》을 지휘하고 재개를 축하했다. 다른 공연을 녹음하러 왔던 음반사 데카의 스태프와 출연진 모두 《합창》의 공연에 이상한 긴장감이 있었다고 말했다. 그러나 녹음 자체는 1951년 당시의 기술 수준을 고려하더라도 선명성이 결여된 것이었다. 원래 이 연주의 레코드화는 정규가 아니며, 발매처가 된 EMI의 프로듀서 월터 레그는 푸르트벵글러로부터 녹음을 거부당했다(겉으로는 바이로이트의 음향이 녹음용이 아니기 때문이라고 밝히고 있지만, 당시 EMI는 푸르트벵글러가 꺼려하던 카라얀과의 우호관계로 푸르트벵글러의 신뢰를 잃어가고 있었다). 그래서 푸르트벵글러의 생전에는 발매되지 않았고, 녹음테이프가 폐기되려 했다는 일화도 있다.
그러나 푸르트벵글러의 사후에 EMI로부터 레코드로 발매되자 일부 평론가들은 극찬했으며, 지금도 "합창"의 최고 연주로 손꼽히는 경우가 많다. 녹음에 문제가 있다는 인식에 맞서, EMI로부터 음질의 개선을 구가한 CD가 몇 종류나 발매되고 있으며, 초기 LP로부터 복각한 CD도 복수의 기획이 있다.
최근에 또 다른 종류의 녹음(바이에른 방송의 방송 녹음)이 CD화("오르페오" 레이블) 되고 있어, 본방송인지 리허설 테이프인지 여러 설이 돌고 있지만, "나야말로 진정한 바이로이트의 《합창》"이라고 자찬하는 소리도 있다.

### 전후 부흥과 9번
1955년에 전쟁으로 파괴된 빈 국립 오페라 극장이 재건되었을 때에도 브루노 발터의 지휘와 빈 필하모닉 오케스트라의 연주에 의해 《합창》이 연주되었다. 덧붙여 재건된 극장에서 처음 열리는 행사의 것은 카를 뵘 지휘의 오페라 《피델리오》였다. 원래 음악 감독인 뵘은 발터에게 《돈 조반니》의 지휘를 의뢰했으나 발터가 고령을 이유로 사퇴하게 되면서, 대신 "합창"을 지휘하게 된 것이다. 또한, 이것은 오스트리아 방송 협회에 의한 방송 녹음이 남아 있어, 오르페오에 의해 CD로도 제작되고 있다.

### 독일 분단과 9번
1964년의 도쿄 올림픽에 동서독이 통일선수단을 보냈을 때 국가 대신에 불렸다.
베를린 장벽 붕괴 직후인 1989년의 연말에 레너드 번스타인은 동서독과 베를린을 분할한 연합국(미국-영국-프랑스-소련)의 오케스트라 멤버로 구성된 혼성 오케스트라를 지휘해 베를린에서 연주했다. 이 때에는, 제4악장 가사의 "Freude"(환희)를 굳이 "Freiheit(자유)"로 바꾸어 불렀다. 또, 이듬해 독일의 재통일 때 통일 전야 축전곡으로 쿠르트 마주어 지휘의 라이프치히 게반트하우스 관현악단이 라이프치히에서 연주했다. 또한 게반트하우스에서는 매년 섣달 그믐날 16시 반부터 베를린 필의 질베스터 공연에 대항해 연주되며 TV로 중계되고 있다.
연주 만의 버전은 유럽 연합(EU)의 노래로서 사용되고 있다. 2007년에는 루마니아와 불가리아가 EU에 가입하여 2007년 1월 1일 자정이 지났을 때 연주된 곡이 있었는데, 이것이 "합창"이었다.

### 나가노 올림픽과 9번
1998년 2월 7일, 나가노 올림픽 개회식에서 세계 5대륙, 6개국,  일곱 곳에서 연계 연주를 시도했고, 그 영상이 전 세계에 중계되었다. 노래된 장소는 오자와 세이지가 지휘한 나가노현 현민 문화회관, 중국 북경의 자금성, 오스트레일리아 시드니(다다음년의 올림픽 개최지)의 오페라 하우스 앞, 독일 베를린의 브란덴부르크 문, 흑인과 백인의 혼성 합창단으로 불렸던 남아프리카 공화국 케이프타운의 희망봉, 미국 뉴욕의 유엔 본부, 개회식이 행해진 나가노 올림픽 스타디움이다. 오전 11시에 시작된 개회식에서는 올림픽 성화가 성화대에 점화된 뒤 세리머니의 피날레로 “환희의 송가”가 이어졌다. 흐린 하늘의 나가노, 기온이 영하인 북경, 한여름 맑은 하늘의 시드니, 한밤중의 베를린, 일출과 겹쳐 서서히 밝아져 가는 케이프타운과 시각이나 계절, 심지어 복장까지, 전혀 다른 연주 풍경이 교대로 비추어졌다(엄밀하게는 통신에 의한 지연을 조정하고 있어, 반주가 되는 문화 회관의 연주를 스타디움 이외의 각지에 보내 합창을 하고, 그 영상이 최종적으로 스타디움에서 동기하도록 재발송되었다. 따라서 가장 연주가 빠른 문화회관과 가장 느린 경기장에서 몇 초의 시차가 있었고, 이를 위해 지휘자 오자와도 별도의 장소에서 연주할 필요가 있었다).

### 국내에서의 초연과 연말 공연
국내에서의 《합창》의 초연은 1948년 11월에 서울시립교향악단(당시에는 명칭이 서울교향악단이었다) 창단 1주년 기념공연에서 이루어졌다. 당시 서울시립교향악단의 지휘자는 김생려(1912-1995)였으나, 그 날의 지휘는 그 당시 중앙방송국 고문으로 한국에 와 있던 롤프 자코비가 맡았으며, 300명(합창단 200명)이 출연하였다. 그 이듬해(1949년)에는 김생려의 지휘로 다시 연주되었다. 1961년 12월에는 김만복의 지휘로 서울시립교향악단이 연주하였고, 1962년 5월 16일에는 5.16 혁명 1주년 기념 국제 음악제 마지막 날에 서울시립교향악단과 KBS방송교향악단, 3군 군악대 300명과 500여명의 연합합창단이 세종문화회관에서 안익태의 지휘로 연주하였다(안익태의 《한국환상곡》도 함께 연주되었다). 1970년 6월 11일에는 베토벤 탄생 200주년을 기념한 "베토벤 합창의 밤"이 경향신문사 특별후원, 서울시립교향악단의 연주와 김만복의 지휘로 3000여명의 관객이 모인 시민회관에서 열렸는데, 당시의 언론은 생동감에 찬 연주와 장엄한 선율로 절정으로 이끌었다고 표현하고 있다.
그러나 출연 인원이 워낙 많은 탓에 국내에서는 드문드문 연주되고 있었던 《합창》은, 1980년대에 접어들어서야 국내 송년음악회의 고정메뉴가 되어갔다. 그러던 가운데 국내에서 《합창》이 붐을 이루게 된 것은 2000년대 들어 정명훈 전 예술감독이 이끌던 서울시립교향악단 덕분이었다. 서울시립교향악단은 2008년 12월 《합창》을 선보이며 폭발적인 인기를 끈 이후 매년 12월 무대에 올렸다. 그리고 서울시립교향악단 이후 국내 오케스트라들이 앞다투어 연말 레퍼토리로 연주하고 있다. 덕분에 다른 계절에 《합창》을 듣는 게 어려울 정도가 되었다.

### 기타 국가에서의 수용
2020년 10월, 중국 공산당은 "환희의 송가"를 종교 음악의 하나로 정의하고 학교 교육 교재에서 빼라고 지시해 음악 관계자들에게 파문을 일으켰다. 이에 대해 재독 중국인 작곡가 왕시린(王西林)은 "1942년 이래 공산당은 예술을 당을 섬기는 것으로 간주해, 그 외의 이데올로기에 중요한 의미를 갖는 모든 좋은 작품을 봉쇄해 왔다"라고 말했다.

## 악기 편성
| 목관악기 - 피콜로(제4악장에서만) - 플루트 2 - 오보에 3 - 클라리넷 3 (내림 나, 다, 가) - 바순 2 - 콘트라바순(제4악장에서만) 금관악기 - 호른 4 - 트럼펫 3 - 트롬본 3 타악기 - 팀파니 - 트라이앵글(제4악장에서만) | - 심벌즈(″) - 큰북(″) 현악 합주 - 제1바이올린 - 제2바이올린 - 비올라 - 첼로 - 콘트라베이스 성악 성악은 제4악장에서만 사용된다. - 소프라노 독창 - 알토 독창 | - 테너 독창 - 바리톤 독창 - 혼성 4부 합창 - 소프라노 - 알토 - 테너 - 베이스 |

교향곡 중 최대의 악기 편성이다. 초연 당시에 베토벤은 관악 파트마다 연주자 두 명을 지정해 편성을 확대했었다. 요즘은 이 곡을 3관과 4관 편성으로 연주한다. 말러 편곡판에서는 팀파니를 두 대로 증량하고, 호른을 4대 첨가해 8대로 하고, 이들을 사용해 양쪽이 주고받는 식으로 편곡한 곳이 많으며, 목관과 주선율을 배가하는 기법이 쓰이고, 기존에 없던 튜바도 추가했다.

## 구성
작품은 전4악장으로 이루어져 있으며, 연주 소요시간은 통상 70분이다.

### 제1악장. 알레그로 마 논 트로포, 운 포코 마에스토소
소나타 형식으로, 혁신적인 요소가 많은 악장이다.
시작 부분에 있는 현악기의 트레몰로와 호른의 지속음에 실어, 조성의 장단이 불분명한 단편적 동기가 오도의 화음으로 제시되고, 이것이 발전하여 제1주제가 된다고 하는 동기의 전개 수법은 매우 참신한 것이다.
첫번째 주제는 D 음과 A 음에 의한 완전오도를 골격으로 하는 힘찬 주제이며, 첫 번째는 주조의 라단조로, 첫머리가 반복된 된 뒤 두번째는 내림나장조로 드러나지만, 곧 라단조로 돌아가고, 강주에 의해 이것이 정착된다. 제2주제의 도입부는, 제4악장에서 나타나는 "환희"의 주제를 암시하는 것처럼 쉬운 것이지만, 이것 또한 내림나장조로, 통상, 주조의 나란한조 또는 관계조 나타나는 제시부 제2주제가 관계조의 나란한로 되어 있다. 그것을 이어받은 코데타는 형식대로 장조로 전개되지만, 현과 목관의 응답 부분에서는 같은 프레이즈가 단조와 장조로 번갈아 반복되는 등, 장조와 단조의 갈등이 역력하다. 제시부는 베토벤 교향곡에서 가장 길어서인지 반복 지정이 없다.
전개부는 다시 첫머리의 화음으로 시작하지만 곧 단조로워지며, 첫 번째 주제가 거의 제시부와 같은 길이로, 변주되고 전개된다.
재현부는 전개부의 절정을 겸하게 되어 첫머리의 화음과 주제가 포르티시모의 전주로 재현된다. 팀파니도 포르티시모의 역할을 지속하면서 D 음, A 음의 주제 동기의 강타에 참여해 압권의 절정을 이룬다(제시부와 재현부의 첫머리의 변주의 차이는 지금까지 베토벤 교향곡에서도 볼 수 있었지만 여기에서는 특히 크다). 두 번째 주제는 재현부의 정형대로 라장조로 연주되며 제시부 이상으로 환희의 송가를 연상케 하지만, 곧바로 라단조에 휩쓸려서  이후 단조에 의한 격렬한 전개가 이루어진다. 코다는 마지막, 반음계를 미끄러져 떨어지는 듯한 섬뜩한 고집저음에 이끌리고, 게다가 현이 유인된 곳에서 전주가 되어, 제1주제인 유니즌으로 매듭지어진다.

### 제2악장. 몰토 비바체
복합 세도막 형식을 취하는 스케르초 악장이다. 스케르초 부분에서만 소나타 형식을 취한다. 제시부 · 전개부 · 재현부 모두 반복 지정된다.
서주로, 제1악장을 계승하는 라단조의 주화음 강하가 현악기인 유니즌과 팀파니에서 나오는데, 특이하게도 주화음으로 라단조를 결정하는 F 음의 옥타브에 고저 2음 모두 팀파니가 조율되어 있다(통상 라단조일 경우 팀파니는 A와 D로 조율된다. 베토벤은 이미 교향곡 8번의 종악장(바장조)에서 F의 옥타브에 조율한 팀파니를 사용하고 있는데, 그것은 바장조의 주음이며, 이 교향곡 9번의 악장은 보다 모험적이다). 이 옥타브의 기본 동기가 스케르초 부분을 지배하고 있다. 제시부에서는 첫머리에 이 옥타브의 동기를 둔 첫 번째 주제가 질주하듯이 나와 푸가처럼 겹쳐 증폭되고 전주로 확보된다 경과구 후 제2주제로 넘어가는데, 주조가 단조일 경우, 제2주제는 통상 나란한조(라단조에 대해서는 바장조)를 취하는데, 여기에서는 다장조로 나타난다. 또 1마디를 1박으로 볼 때 제시부에서는 4박자, 전개부에서는 3박자로 주제가 다루어진다. 전개부에서는 팀파니가 활약한다(이로부터, 이 악장은 종종 "팀파니 협주곡"이라고 불리는 일이 있다. 재현부는 옥타브의 주동기를 팀파니가 연타하면서 이끈다(팀파니 연주자가 높은 F 음과 낮은 F 음을 양단에 배치했을 경우, 이 부분에서 매우 화려한 맬릿 솜씨를 보이는 경우가 있어, 연주회에서는 시각적으로도 볼거리가 되고 있다.) 재현 마지막에 갑자기 4/4 박자가 되고, 이것이 4/4 박자의 중간부(트리오)를 이끈다.
중간부(트리오)의 선율 역시 최종 4악장의 환희의 주제를 연상케 한다(스케르초의 첫 주제도 단조이지만, 환희의 주제와 비슷하다는 말이 나올 때가 있다. 이것들은 의도적이지 않고, 단지 한 작품 안에서 나타타는 유사점이라고 볼 수 있다). 속도는 더욱 빨라져 프레스토가 된다. 오보에에 의한 주제 제시 후 현악기군의 푸가풍 선율을 거쳐 호른이 같은 주제를 제시한다. 플루트를 제외한 목관악기군의 주제 제시 후 이번에는 전 합주로 주제를 연주한다.
세도막 형식 후반의 스케르초는 전반의 반복이다. 그러나 마지막에 또 갑자기 4/4 박자가 되므로, 중간부의 선율이 얼굴을 내밀어 버린다. 그것을 갑자기 깨달은 것처럼 1마디 온쉼표가 되어, 스케르초의 마지막 부분으로 다시 끝맺는다.

### 제3악장. 아다지오 몰토 에 칸타빌레
두 개의 주제가 번갈아 나타나는 변주곡 형식으로 보는 것이 일반적이지만, 일종의 론도 형식, 또눈 일종의 전개부가 결여된 소나타 형식으로 볼 수 도 있다.
| A       | B(라장조) | A제1변주 | B(사장조) | A제2변주(내림마장조) | A제3변주 | 코다 |
| 제1주제 | 제2주제   | 제1주제  | 제2주제   | 코다                 | 코다     | 코다 |
| 제시부  | 제시부    | 재현부   | 재현부    |                      |          |      |

신비롭고 편안한 완서악장이지만 장단, 조성, 템포를 바꾸는 것으로 변화를 주고 있다. 목관의 짧은 도입부 뒤에 투명감 있는 첫 번째 주제를 제1바이올린이 조용히 연주해낸다. 두 번째 주제는 3/4 박자, 라장조, 안단테 모데라토로 바뀌며 약간 움직임을 띤다. 이어지는 제1주제의 제1변주에서는 제1주제가 16분음표로 분해되어 연주되고, 목관에 의한 제2주제의 변주가 그 뒤를 잇는다. 그대로 목관에 의한 제1주제의 제2변주를 거치고, 또 제1주제의 제3변주로 이어지는데, 여기에서는 12/8 박자로 바뀌고, 움직임이 커지고, 길이도 배가되는 등 제2주제를 흡수한 듯한 변화가 가해지고 있다. 말미에서 그때까지 침묵하던 트럼펫과 함께 관악기가 날카로운 함성을 지르고 현악기가 호응해 절정을 맞는다.  그러나 곧 원래의 평화와 평온을 되찾고, 동음 세 잇단 음표의 반주를 타고 조용히 종결로 향한다
호른 4의 독주는 당시 자연 호른에서는 미묘한 핸드 스토핑 주법을 구사해야만 연주할 수 있었다(마침 작곡 당시는 금관악기용 밸브가 달린 악기가 돌기 시작했을 때여서, 이 독주는 금관악기용 밸브가 밸브로 연주하는 것을 전제로 하고 있었다는 설도 있다). 이는 당시 호른 연주자 뿐만 아니라 지휘자 등도 매우 신경을 쓴 어려운 패시지였던 것으로 유명하다.
이 악장의 형식은 후세에 이르러 브루크너의 아다지오 악장 등에 큰 영향을 미쳤다. 피에르 몽퇴는 제3악장으로부터 아타카로 제4악장에 들어가는 것을 제창했고,  폴 펠릭스 바인가르트너도 똑같이 하도록 권유했으며, 20세기 중에는 (연주 시작 전부터 제2~3악장의 곡 사이까지 합창과 솔리스트를 넣은 후) 이러한 순서를 취하는 시연도 적지 않았으나, 베토벤의 원보에는 그러한 지시는 없다. 조나단 델마는 베렌라이터 판의 교정본에서 악기 조정 없이는 제4악장을 시작할 수 없다고 지적하며, 적어도 아타카는 전제가 아니라는 뜻을 밝혔다.

### 제4악장. '환희의 송가'
관현악이 앞의 세 악장을 회상하는 것을 레치타티보가 부정하자 환희의 송가가 제시되고, 이어 성악이 도입되어 대합창에 이르는 구성이다. 변주곡의 일종으로 보는 것이 일반적이지만, 유절 가곡 형식의 요소도 있고, 전개부가 없는 소나타 형식이라는 견해도 가능하다("Freude, schöner Götterfunken"이 제1주제, "Ihr, stürzt nieder"가 제2주제, “Allegro energico, sempre ben marcato”이 재현부이다).
Presto / Recitativo 라단조 3/4 박자
관악기의 강렬한 불협화음으로 시작된다. 그러나 곧 저현(첼로와 콘트라베이스)의 레치타티보가 이에 대답한다.
Allegro ma non troppo 라단조 2/4 박자
관현악이 첫 악장 서두를 내민다. 그러나 다시 저현의 레치타티보가 이에 답한다.
Vivace 라단조 3/4 박자
이번에는 제2악장 주제가 목관으로 나온다. 그러나 다시 저현의 레치타티보에 의해 중단된다.
Adagio cantabile 내림나장조 4/4 박자
제3악장을 역시 목관이 회상하지만, 이 역시 저현의 레치타티보에 의해 중단된다.
Allegro assai 라장조 4/4 박자
관악기가, 새로운 동기를 내놓는다(이것은 앞의 세 악장에서 단편적으로 모습을 보였던 동기이기도 하다). 이 동기에 저현이 생생한 장조로 바뀌어, 다른 악기군도 응답한다. 이윽고 저현이 조용히 제1주제("환희"의 주제)를 연주하기 시작한다. 비올라가 그 뒤를 잇고 바순과 콘트라베이스의 대선율이 이를 지원한다.  또한 "환희"의 주제는 제1바이올린에게 넘어가 4성의 대위법으로 풍부한 화음을 이룬다. 마지막으로 관악기에 선율이 전해져, 전관현악이 흥겹게 노래한다.
Presto / Recitativo 라단조 3/4 박자
"O Freunde"
다시 첫머리의 힘겨운 불협화음이 이번에는 관현악 전주로 연주된다. 바리톤 독창이 저현의 레치타티보와 같은 선율의 레치타티보로 "O Freunde, nicht diese Töne!"라고 노래한다. 여기에서 비로소 첫머리부터 반복된 저현 레치타티보의 의미가 13악장까지의 음악의 부정이었음이 드러난다.
오늘날의 출판보에서는 바리톤의 시작이 "라→미"의 도약과 더불어 "라→도#"가 기재되어 있는데, 레치타티보 후반부의 높은 "파#"를 내놓을 수 없는 초연 솔리스트를 위해 변경된 대체 파트에서 드물게만 불린다(이 멜로디를 선택함으로서, 음정이 나쁘다고 혹평받고 있는 대가수도 있다). 초연에서는 또 미세한 상하(멜리스마) 부분의 컷도 검토된 것 같다. 최후기의 필사 악보에는 이 밖에도 대체안이 남아 있으나 출판보에는 반영되지 않았다.
Allegro assai 라장조 4/4 박자
"Freude, schöner Götterfunken"
"Freude!"의 구호를 바리톤 독창과 합창의 베이스(테너도 함께 부르기도 한다)가 흥얼거리면 바리톤 독창에 의해 "환희의 송가"가 시작된다. 선율 후반부를 합창이 반복하는 형태로 계속된다. 다음은 독창 4명이 되어, 역시 선율 후반부를 합창이 반복한다. 결정적 대사의 것처럼 들어가는 "Gott!"에서 자필 악보는 악센트가 아닌 데크레센도를 지시했고. 현재도 지휘자간에 해석이 갈린다.
Alla marcia Allegro assai vivace 내림나장조 6/ 8 박자
"Froh, wie seine Sonnen"
그동안 침묵을 지키던 타악기군이 약한 소리로 울리기 시작, 음량을 점차 늘려가고, 그 위를 관악기가 "환희"의 주제를 변주한다. 이어 테너 독창이 "환희"의 주제의 변주 선율로 "Froh, wie seine Sonnen"을 부르고, 여기에 남성 삼부 합창(제1테너, 제2테너, 베이스), 이어 관현악 반주가 힘차게 겹쳐져 하나의 정점을 이룬다.
심벌즈나 트라이앵글 같은 터키 기원의 타악기가 사용되고 있기 때문에, 이 부분을 "터키 행진곡"이라고 부르기도 하는데, 박자도, 장식을 붙이는 방법도(새로운 연구에서는 아마도 템포도) 본래의 터키 음악과는 거리가 멀다. "합창"으로부터 30년 전에 베토벤의 스승 중 한 사람이었던 요제프 하이든이 교향곡 100번 "군대"에서 이들 터키 기원의 타악기를 사용하고 있어, 당시의 유행이 엿보이지만, 후대로 갈수록 유럽 각국의 군악대에서 심벌이나 트라이앵글은 상비되어 있었다. 베토벤의 후세대 로시니 등은 심벌즈도, 트라이앵글도 군대와 무관한 음악으로 도입하고 있다.
드높은 남성 합창의 여세를 받아 관현악만으로 이루어진 스케르초풍 푸가의 긴 간주가 힘차게 연주된다. 이것이 진정된 후, 모든 합창이 "환희"의 주제와 첫 가사를 총괄적으로 노래한다(합창 부분에서 가장 많이 듣게 되는 부분 중 하나이다).
Andante maestoso 사장조 3/2 박자
"Seid umschlungen , Millionen!"
처음 등장하는 트롬본의 선율을 따라가면서 "포옹"의 시가 합창으로 인해 중세의 종교 음악처럼 장중하게 불린다.
Adagio ma non troppo, ma divoto 내림나장조 3/2 박자
"Ihr , stürzt nieder"
창조주의 예감이 계속 불린다.
Allegro energico, sempre ben marcato 라장조 6/4 박자
"Freude , schöner Götterfunken " / " Seid umschlungen , Millionen! "
"환희의 송가" 선율에 의한 "환희"와 "포옹"의 두 개의 가사가 이중 푸가로 전개된다.
Allegro ma non tanto 라장조 2/2 박자
"Freude, Tochter aus Elysium!"
독창 4명으로 첫 번째의 "환희"의 가사를 푸가풍으로 노래한다. 이것이 얽힌 곳에 합창이 들어오고, 이것을 계승하여 이번에는 반대로 4명의 노래가 들어와 교대하고, 아다지오에서 순서대로 (소프라노 → 알토 ・ 테너 → 바리톤) 3연부와 16분음표로 잘게 여운을 갖게하면서 진정되어 간다. 이후는 독창 부분이 아니다.
Prestissimo 라장조 2/2 박자
"Seid umschlungen , Millionen! "
제4악장의 클라이막스에서 가장 빠른 템포의 것이다. 자필 악보에서는 851마디에 프레스티시모가 아닌 프레스토를 두었으며, 베렌라이터 판이 채택했다. 916마디에서 3/4 박자에 4마디 동안 마에스토소가 되고, 여기에서 실러의 가사로 첫머리에 오른 "Freude, schöner Götterfunken"이 장대하게 불린 뒤, 다시 프레스티시모(프레스토)가 되어 관현악만이 후주로 곡을 닫는다.
아울러 919마디 부분 오케스트라 악보에서는 트라이앵글에 트레몰로의 지시가 있지만, 실제 연주에서는 트레몰로의 주법이 되는 것은 적다. 이 연주법은 1972년 5월에 수록된 시카고 교향악단(CSO), 조지 숄티의 지휘에 의한 연주로 확인된다.
|                                                 | 가사           | 소나타 형식으로 파악한 경우 |
| ----------------------------------------------- | -------------- | --------------------------- |
| 서창                                            |                |                             |
| 제1 · 제2 · 제3악장의 회상과 새로운 주제의 착상 |                |                             |
| 제1주제                                         | 제시부 제1주제 |                             |
| 제1주제의 변주 I II III                         | 제시부 제1주제 |                             |
| 서창                                            | 제시부 제1주제 |                             |
| 제1주제의 변주 IV V VI VII VIII                 | 제시부 제1주제 | 1번, 2번, 3번, 4번, 1번     |
| 제2주제 a                                       | 5번            | 제2주제                     |
| 제2주제 b                                       | 6번            | 제2주제                     |
| 제1주제와 제2주제 a의 대주제 (변주 IX)          | 1번과 5번      | 재현부 제1주제              |
| 제2주제 b                                       | 6번            | 제2주제                     |
| 제1주제의 변주 X                                | 1번            | 코다                        |
| 제1주제와 제2주제 a에 의한 변주 (XI)            | 1번과 5번      | 코다                        |
| 코다                                            |                | 코다                        |

이 최종 악장에 합창이 들어가는 형식은 나중에 멘델스존, 리스트, 말러, 쇼스타코비치 등이 도입하고 있다.

#### 환희의 송가
제4악장의 “환희의 송가”는 "합창" 이전의 작품인 1808년의 《합창 환상곡》과 1810년의 《괴테에 의한 세 개의 노래, 작품 83》의 3번 곡 "물들인 리본으로"에서 그 원형이 보인다.
아래의 개정된 독일어 가사와 번역에서 실러의 본래 시에 포함되지 않은 부분, 즉 베토벤이 직접 지은 부분은 이탤릭체로 표시된다.
| O Freunde, nicht diese Töne! Sondern laßt uns angenehmere anstimmen und freudenvollere. Freude, schöner Götterfunken, Tochter aus Elysium, Wir betreten feuertrunken, Himmlische, dein Heiligtum! Deine Zauber binden wieder Was die Mode streng geteilt*; Alle Menschen werden Brüder* Wo dein sanfter Flügel weilt. Wem der große Wurf gelungen Eines Freundes Freund zu sein; Wer ein holdes Weib errungen Mische seinen Jubel ein! Ja, wer auch nur eine Seele Sein nennt auf dem Erdenrund! Und wer's nie gekonnt, der stehle Weinend sich aus diesem Bund! Freude trinken alle Wesen An den Brüsten der Natur; Alle Guten, alle Bösen Folgen ihrer Rosenspur. Küsse gab sie uns und Reben, Einen Freund, geprüft im Tod; Wollust ward dem Wurm gegeben und der Cherub steht vor Gott. Froh, wie seine Sonnen fliegen Durch des Himmels prächt'gen Plan Laufet, Brüder, eure Bahn, Freudig, wie ein Held zum siegen. Seid umschlungen, Millionen! Diesen Kuß der ganzen Welt! Brüder, über'm Sternenzelt Muß ein lieber Vater wohnen. Ihr stürzt nieder, Millionen? Ahnest du den Schöpfer, Welt? Such' ihn über'm Sternenzelt! Über Sternen muß er wohnen. | 오 친구들이여, 이런 소리들이 아니네! 좀 더 즐겁고 환희에 찬 노래를 부르지 않겠는가! 환희여, 신들의 아름다운 불꽃이여 낙원의 딸이여, 우리는 불에 취해 신성한 그대의 성소로 들어가도다 그대의 마법은 엄한 시대 아래서 나뉜 자들을 다시 결합시키며 모든 인간은 형제가 되노라, 그대의 부드러운 날개가 머무는 곳에. 위대한 하늘의 선물을 받은 자여, 진실된 우정을 얻은 자여, 여성의 따뜻한 사랑을 얻은 자여, 다 함께 모여 환희의 노래를 부르자! 그렇다, 비록 단 한 사람의 마음이라도 땅 위에 영혼이라고 불리는 자는 모두 환희의 노래를 부르자! 그러나 그조차 가지지 못한 자 눈물 흘리면서 조용히 떠나라! 이 세상의 모든 존재는 자연의 가슴에서 환희를 마시고 모든 선한 사람이나 악한 사람이나 장미빛 오솔길을 환희 속에 걷는다 환희는 우리에게 입맞춤과 포도나무 그리고 죽음조차 빼앗아 갈 수 없는 친구를 주고 정욕은 벌레에게나 주어버리고 그 때 케루빔은 신 앞에 선다 태양이 수많은 별 위를 움직이듯이 광활한 하늘의 궤도를 즐겁게 날듯이, 형제여 길을 달려라, 영웅이 승리의 길을 달리듯이. 안겨라, 만민이여! 이 입맞춤을 온 세상에게! 형제여 별의 저편에는 사랑하는 아버지가 있으니. 만민이여, 그대들은 엎드리는가? 세계여, 창조주가 느껴지는가? 별이 빛나는 하늘 저편에서 그를 찾으라! 별의 저편에 그가 반드시 계실 것이다. |

## 연주 시간에 대하여
1824년 5월 7일, 빈에서 이루어진 초연의 연주시간에 대해서는 명확한 숫자가 기록된 서류는 없지만, 1825년 3월 21일에 영국 런던에서 《합창 교향곡》을 초연한 조지 스마트가 베토벤을 만났을 때의 질의응답 단편이 베토벤의 필담장에 남아 있어, 63분이라는 시간이 런던 초연시의 연주시간으로 되어 있다.
리하르트 슈트라우스는 지크프리트 바그너 추모 연주회에서 45분 만에 연주했다는 일화가 있지만, 진위 여부는 확실치 않다.
표준시간 음반 시대의 펠릭스 바인가르트너의 1935년 녹음은 62분 정도, 아르투로 토스카니니의 1939년 녹음은 60분 조금 넘지만, LP 시대에 들어 화제가 되었던 빌헬름 푸르트벵글러의 바이로이트 축제의 녹음은 75분 남짓이다. LP 시대에도 르네 레이보비츠, 헤르만 셸헨 등은 베토벤 스스로가 기록한 템포야말로 절대 이상이라는 신념을 깨뜨리지 않고, 그에 충실한 연주를 지향했지만, 이들의 해석은 당시 지휘자 계에서 이단이었으며, 전체 시간은 1980년대 무렵까지의 전통적인 모던 악기 연주로 70분 안팎이 주류였다. 베토벤 교향곡 중 최장 교향곡이다. 80분에 닿으려는 것까지 있었다. 또, 21세기에도 이런 웅대한 템포로 연주를 하는 지휘자도 있다. "통상의 CD의 기록 시간이 약 74분인 것은, 이 곡이 한 장의 CD에 들어가도록 하는 배려하에 정해졌다"라고 하는 설도 있다.
CD 시대에 도래하여, 그동안 중요시되지 않았던 악보(보급판)의 템포 지시를 준수해 연주된 "합창"이 여러 개 출현했다. 우선 데이비드 진만이 1999년에 베렌 라이터 판으로 첫 CD 녹음을 했을 때는 트랙 1-2-3-4-6 순으로 계산하면 58분 45초가 된다. 벤저민 젠더 지휘의 보스턴 심포니 오케스트라에 의한 연주는 57분 51초였다. 역시 젠더의 지휘에 따라 필하모니아 관현악단을 흔든 연주는 58분 37초, 프랑수아 자비에 로트와 BBC 웨일스 국립 교향악단 간의 라이브 연주에서도 58분 44초로, 모두 모던 악기를 사용했음에도 불구하고 1시간이 채 안되었다. 말러 편곡판에서도 59분 44초에 끝나는 쾌속의 연주가 있지만, 말러 본인에 의한 "합창"의 연주 시간은 불명확하다.
연구가들의 역사적인 고증에 의한 실제적인 연주는 대개 63분 정도로 거의 타당한 템포로 간주된다. 다만, 연구가 더 진행되면서 템포 숫자도 남의 손으로 대필된 것으로 밝혀지고 있어, 베토벤이 원했던 템포에 대한 논란이 모두 매듭지어지지는 않았다.

## 영향
베토벤 이후의 많은 낭만주의 작곡가들이 이 작품에서 영향을 받았다.
- 브람스의 교향곡 1번 마지막 악장 주제는 "환희의 송가" 주제와 흡사하다. 브람스는 "엉뚱한 놈도 알아볼 수 있다"며 의도적으로 대응했다고 한다. 브람스의 이 작품은 베토벤의 교향곡 10번으로도 불린다.
- 브루크너의 교향곡 3번에도 반음 구성의 4도가 적용되고 있어, 이 작품의 첫 번째 악장의 결말과 거의 같다.
- 말러의 교향곡 1번 첫 번째 악장의 시작은 본 작품의 질감과 분위기를 모방한 것 일 수 있다.
- 드보르자크의 교향곡 9번 세 번째 악장은 스케르초, 특히 떨어지는 4도 및 독특한 팀파니 사운드에 경의를 표한다.

이 작품은 다른 분야에서도 상당한 영향을 주었다.
- 영화 《다이하드》 시리즈에서 지속으로 사용되었다. 제1편의 클라이막스 장면에서 사용된 것을 시작으로 제2편과 제3편에서 계속 이용되었다. 제4편은, 영화에는 들어있지 않지만, 일렉트릭 기타 연주로 광고에 사용되었다.
- 영국 작가 앤서니 버지스가 1962년 발표한 디스토피아 소설 《시계태엽 오렌지》(또한 이것은 1971년에 스탠리 큐브릭에 의해 동명 영화화되었다)에서 중요한 위치에 있는 이 작품은 주인공이 가장 좋아하는 음악 작품 중 하나였다.
- 냉전 시절, 독일이 분단되었을 때 환희의 송가는 올림픽 연합팀의 팀가였다.
- 1972년에 "환희의 송가"(가사 없음)는 당시 유럽 공동체(지금의 유럽 연합)의 노래로 채택되었고, 1985년에는 유럽가가 되었습니다.
- 《환희의 송가》는 1974년부터 1979년까지 로디지아의 국가인 "로디지아의 목소리를 상승시키리"로 채택되었다.
- 이 작품은 CD의 개발에도 큰 역할을 했다. 핍립스와 소니는 모두 더 작은 디스크를 사용할 계획이었지만, 결국 직경 12cm를 사용했다. 이 디스크는 1951년 당시 푸르트뱅글러가 지휘한 74분 버전인 교향곡 9번의 가장 긴 녹음을 저장할 수 있었기 때문이다.
- 코소보가 독립 한 후 《환희의 송가》가 국가로 간주되었다.
- 클리브랜드 관현악단이 연주한 "환희의 송가" 합창 부분은 1991년에 발표된 마이클 잭슨의 "Will you be there"(앨범 버전)라는 곡의 도입 부분에 67초 정도 사용된 바 있다. 당시 마이클 잭슨은 클리브랜드 관현악단의 허락을 받지 않고 사용한데 대해 제소를 받았었으나, 합의 중재 조건에 따라 나중에 사용 허가를 받았다.

## 유명한 음반
- 빌헬름 푸르트뱅글러, 바이로이트 축제 관현악단, EMI (1951년)
- 헤르베르트 폰 카라얀, 베를린 필하모니 관현악단, 도이치 그라모폰 (1977년)
- 카를 뵘, 빈 필하모니 관현악단, 도이치 그라모폰 (1981년)
- 에르네스트 앙세르메, 스위스 로망드 관현악단, 데카